# Emarginata schlegelii
El colinegro del Karoo (Emarginata schlegelii) es una especie de ave paseriforme de la familia Muscicapidae endémica del África austral. Es un pájaro sedentario que vive en el extremo suroccidental de Angola, el oeste de Namibia y el oeste de Sudáfrica. Su hábitat es el Karoo y las zonas de matorral desértico del sur, extendiéndose a las zonas montañosas septentrionales.

## Descripción

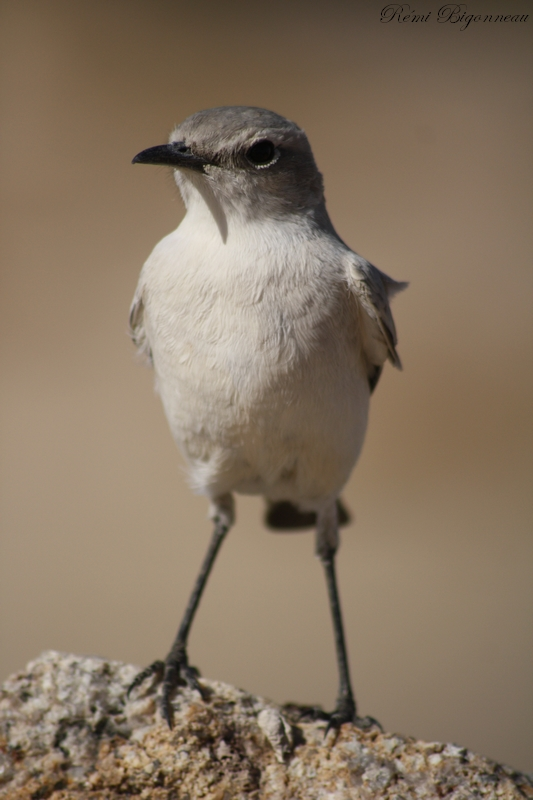
Adulto en Namibia.

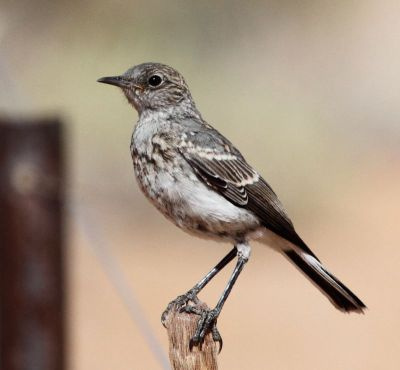
Juvenil en Cabo del Norte, Sudáfrica.

El colinegro del Karoo mide entre 16–18 cm de largo, y pesa alrededor de 32 g. El plumaje de sus partes superiores es gris, aunque tiene una mancha castaño rojiza tras los ojos, y su cola es negra con las plumas exteriores blancas. Sus partes inferiores son blancas. Su corto y recto pico es negro al igual que sus patas, y sus ojos son oscuros. Ambos sexos tienen aspecto similar, aunque los juveniles tienen la cabeza y espalda con moteado claro y con veteado oscuro.
Esta especie es más clara que la similar fase gris de la hembra del collalba montana, de la que se diferencia por tener el obispillo gris (no blanco) y tener las plumas exteriores de la cola blancas en su totalidad. Su mayor tamaño y las plumas exteriores totalmente blancas también evita que se confunda con sus congéneres el colinegro tractrac y el colinegro sudafricano.

## Taxonomía
La especie fue descrita científicamente en 1855 por el naturalista sueco Johan August Wahlberg, con el nombre binommial de Erithacus schlegelii. Posteriormente se clasificó en el género Cercomela, creado por Charles Lucien Bonaparte en 1856. Finalmente fue trasladado a su actual género, Emarginata, tras un par de estudios filogenéticos publicados en 2010 y 2012 descubrió que Cercomela era polifilético.
Su nombre específico conmemora al ornitólogo alemán Hermann Schlegel.
Se reconocen cuatro subespecies:
- E. s. benguellensis (Sclater, WL, 1928) – se encuentra en el suroeste de Angola y el noroeste de Namibia;
- E. s. schlegelii (Wahlberg, 1855) – localizada en las costas de Namibia;
- E. s. namaquensis (Sclater, WL, 1928) – se extiende por el sur de Namibia y el noroeste de Sudáfrica;
- E. s. pollux (Hartlaub, 1866) – está presente en el oeste y centro de Sudáfrica.

## Comportamiento
El colinegro del Karoo suele encontrarse solo o en pareja. Se alimenta de insectos que busca en el suelo, como mariposas, abejas, avispas, saltamontes y hormigas. Generalmente atrapa sus presas con vuelos cortos.
El colinegro del Karoo construye un nido en forma de cuenco con hierba y hojas, que sitúa en el suelo, generalmente escondido bajo los arbustos. Suele poner de dos a cuatro huevos verdes. Esta especie es monógama, y se une en pareja para toda la vida.

## Estado de conservación
Es una especie común que vive en un área de distribución grande, que se estima en unos 1.100.000 km². Se cree que el tamaño de su población es grande, y no se considera que se aproxime a los criterios de amenaza de la lista roja de la UICN, como por ejemplo un declive de más del 30% en diez años o tres generaciones. Por ello, se clasifica como especie bajo preocupación menor.